# Brian Tichy
Brian Tichy (18 de agosto de 1968 en Nueva Jersey), es un músico estadounidense, popular por haber tocado la batería en agrupaciones como Whitesnake, Billy Idol, Foreigner y Ozzy Osbourne. Fue el baterista de Whitesnake desde 2010 hasta 2013. Tichy empezó a tocar batería a la edad de ocho años, y guitarra a los doce. Sus primeras influencias fueron Kiss, Led Zeppelin, Iron Maiden, Aerosmith, AC/DC y Van Halen. En el 2015 se convirtió en miembro permanente de la banda Operation: Mindcrime.

## Colaboraciones destacadas
Con Billy Idol
- 2005: Devil's Playground
- 2006: Happy Holidays

Con Derek Sherinian
- 2003: Black Utopia
- 2004: Mythology
- 2006: Blood of the Snake
- 2009: Molecular Heinosity

Con Gilby Clarke
- 1998: Rubber
- 2002: Swag
- 2007: Gilby Clarke

Con Vinnie Moore
- 1996: Out of Nowhere

Con Pride and Glory
- 1994: Pride and Glory

Con Tommy Shaw y Jack Blades
- 2007: Shaw/Blades: "Influences"